# Reinhard Liebe
Reinhard Liebe  (geb. am 4. Mai 1878 in Plauen; gest. am 18. Juli 1956 in Freiberg) war ein deutscher Theologe und Hochschullehrer.

## Leben
Liebe legte seine Abiturprüfung ab und studierte Evangelische Theologie. Im Jahre 1919 wurde er der erste Direktor der Volkshochschule von Freiberg. Nach Vorlage seiner Dissertation wurde er zum Doktor der Theologie promoviert. Er vertrat die völkisch-nationalistischen Positionen der Deutschen Christen und wurde zum Professor ernannt. Im Jahre 1939 erklärte er seine Mitarbeit am Institut zur Erforschung und Beseitigung des jüdischen Einflusses auf das deutsche kirchliche Leben.

## Werke
- Die neue Kirche. Ein Mittelweg, zugleich ein Weg zum Neuaufbau des religiösen und volkskultürlichen Lebens auf breiter Grundlage. Bleyl & Kaemmerer, Dresden-Blasewitz 1919.
- Die Kirche, ihr Wesen und ihre Wandlungen. Jaeger'sche Verlagsbuchhandlung, Leipzig 1923.
- Die Neugeburt des Christentums. Ein Buch von der Schicksalsfrage des Geistes der Gegenwart. Mauckisch, Freiberg 1920.
- Gottwirklichkeit und Religion. Briefe über die innere Not. Mohr, Tübingen 1935.